# Nusrat Fateh Ali Khan
(Nusrat Fateh Ali Khan)
Nusrat Fateh Ali Khan (in urdu نصرت فتح علی خان‎?; Faisalabad, 13 ottobre 1948 – Londra, 16 agosto 1997) è stato un cantante e musicista pakistano, cantante di qawwali, musica religiosa tipica del sufismo (la tradizione mistica all’interno dell'Islam) del subcontinente indiano.
Tra gli altri titoli onorifici attribuiti, Nusrat è stato chiamato Shahenshah-e-Qawwali, che significa Il re dei re del qawwali. Oltre che interprete di musica tradizionale qawwali è conosciuto in occidente per avere realizzato dischi per le etichette discografiche Real World Records di Peter Gabriel e Six Degrees Records con il musicista e produttore italiano Gaudi.

## Biografia

### Gioventù e inizio carriera
Fu il quinto figlio,  La famiglia, che comprendeva le sue quattro sorelle maggiori e il fratello minore 
Khan iniziò ad imparare a suonare il tabla guidato dal padre, prima di passare all'apprendimento degli stili di canto Raag Vidya e Bol Bandish. Gli studi di Khan sotto la guida del padre terminarono improvvisamente con la morte di quest'ultimo, sopraggiunta nel 1964; il suo posto venne preso dagli zii Ustad Mubarak Ali Khan e Ustad Salamat Ali Khan, che completarono la sua preparazione.
Nel 1971, dopo la morte di Ustad Mubarak Ali Khan, Nusrat diventò ufficialmente il leader del complesso musicale Qawwali di famiglia, che prese il nome di Nusrat Fateh Ali Khan, Mujahid Mubarak Ali Khan & orchestra.
La sua prima esibizione pubblica come leader del complesso Qawwali fu in uno studio di registrazione radiofonico,organizzato da Radio Pakistan con il nome di Jashn-e-Baharan. Khan cantava soprattutto in urdu e in punjabi, 
Il suo primo grande successo in Pakistan fu la canzone Haq Ali Ali, che interpretò con stile e strumentazione tradizionali. 
Ben presto Khan venne messo sotto contratto dalla Oriental Star Agencies (OSA) Khan nel Regno Unito dagli anni ottanta in poi, pubblicando le sue registrazioni su cassette, CD, VHS e DVD.

### Seconda parte della carriera
Nel 1985 Khan collaborò con Peter Gabriel alla realizzazione di Passion, colonna sonora de L'ultima tentazione di Cristo di Martin Scorsese, quindi lavorò con il musicista canadese Michael Brook per gli album Mustt Mustt (1990) album che uscì poco dopo la sua visita in Italia e il suo soggiorno a Buccinasco, Il suo singolo Mustt Mustt è stato remixato dal gruppo trip hop dei Massive Attack, e Night Song (1996) e nel 1995 con il leader dei Pearl Jam Eddie Vedder in due brani della colonna sonora di Dead Man Walking - Condannato a morte di Tim Robbins, inoltre Ciccio Merolla ha realizzato la cover italianizzata chiamata "'mpasta 'mpasta". Partecipò anche alla realizzazione della colonna sonora di Assassini nati - Natural Born Killers di Oliver Stone.
L'etichetta discografica di Peter Gabriel Real World Records pubblicò cinque album del canto tradizionale Qawwali di Khan, oltre ad alcuni suoi lavori più sperimentali, tra cui gli album Mustt Mustt e Star Rise. Collaborò nuovamente con Brooke per scrivere la musica della canzone Sweet Pain, inserita nella colonna sonora del film Ogni maledetta domenica - Any Given Sunday.
Nel 1997 il suo album Intoxicated Spirit ha ricevuto la candidatura al Premio Grammy come miglior album di musica folk. Nel 2007 è stato pubblicato l'album Dub Qawwali per l'etichetta discografica statunitense Six Degrees Records, una fusione fra Qawwali e sonorita' reggae / dub, realizzato con il musicista e produttore italiano Gaudi. Questo album ha ricevuto una nomination ai World Music Awards nel 2008.
Khan prese parte a numerosi film pakistani o ne interpretò brani della colonna sonora, Poco prima della morte registrò due canzoni per due produzioni di Bollywood, Aur Pyaar Ho Gaya e Kachche Dhaage. Collaborò anche alla realizzazione del brano Gurus of Peace, contenuto nell'album Vande Mataram di A. R. Rahman e pubblicato per celebrare il cinquantesimo anniversario dell'indipendenza dell'India.
Secondo il Guinness dei primati Nusrat Fateh Ali Khan detiene il record per il maggior numero di dischi pubblicati da un artista Qawwali con un totale di 125 album a tutto il 2001.
Khan cantò nell'album The Prayer Cycle del compositore Jonathan Elias ma morì prima che il lavoro fosse portato a termine; le sue parti vennero completate dalla cantante Alanis Morissette. Cantò inoltre nel brano Signal to Noise di Peter Gabriel contenuto nell'album Up uscito nel 2002. Il brano fu registrato nel 1997 ma anche in questo caso egli morì prima di ultimare le registrazioni. Per completare il brano Peter Gabriel inserì poi alcune parti campionate delle registrazioni effettuate da Nusrat sia in studio che live.

### La morte
L'11 agosto 1997 Khan, gravemente malato a fegato e reni, fu costretto a fermarsi a Londra mentre era diretto a Los Angeles per essere sottoposto ad un trapianto di rene. Morì per un improvviso arresto cardiaco il 16 agosto successivo al Cromwell Hospital. Aveva 48 anni. Il suo corpo venne riportato a Faisalabad in Pakistan dove ebbe pubblici funerali.

## Discografia parziale
- 1985: Love Songs
- 1985: Nusrat Fateh Ali Khan en concert à Paris, Vol. 1-5
- 1988: Devotional Songs
- 1989: Shahen - Shah
- 1989: Yeh Jo Halka Halka
- 1990: Mustt Mustt (con Michael Brook)
- 1990: Supreme Collection
- 1991: Shahbaaz
- 1994: The Last Prophet (Le dernier prophète)
- 1995: Night Song (con Michael Brook)
- 1996: Prophet Speaks
- 1997: Megastar
- 1997: Star Rise - Remix (con Talvin Singh e Nitin Sawhney)
- 1998: Rapture
- 2000: Dust To Gold
- 2000: Ecstasy
- 2000: Magic Touch
- 2000: Swan Song
- 2000: Traditional Qawwali, Vol.1
- 2001: Body & Soul
- 2001: Live at the Royal Albert Hall
- 2001: The Final Studio Recordings
- 2007: Dub Qawwali (con Gaudi)